# ویکتور استروسکی
ویکتور جان استروسکی (به انگلیسی: Victor John Ostrovsky)  (زاده ۲۸ نوامبر ۱۹۴۹) نویسنده و کاتسا (افسر پرونده) سابق موساد اسرائیلی است. او دو کتاب غیرداستانی در مورد خدمات خود در موساد نوشته است: در راه فریب، یکی از پرفروش‌ترین کتاب‌های نیویورک تایمز در سال ۱۹۹۰ بود.

## زندگی شخصی
او در ۲۸ نوامبر ۱۹۴۹ در ادمونتون، آلبرتا متولد شد و در سن پنج سالگی به اسرائیل رفت.